# Johnnie Cœur
Johnnie Cœur est une pièce de théâtre en deux actes et neuf tableaux de Romain Gary publiée le 29 septembre 1961 aux éditions Gallimard, et créée au Théâtre de la Michodière le 10 septembre 1962.

## Mise en scène de la création
Johnnie Cœur est monté par François Périer au théâtre de la Michodière en 1962 dans des décors d'Alexandre Trauner sur une musique de Jean Wiener. La première a lieu le 10 septembre 1962 avec la distribution suivante :
- François Périer : Johnnie
- Henri Virlogeux : Archie Mac Fisch
- Françoise Delbart : Frankie
- Maurice Chevit : Grinberg
- Michel de Ré : Bliss
- Roger Carel : Harry le Rat

## Éditions
- Johnnie Cœur, éditions Gallimard, 1961,  (ISBN 2070226654)